# Marlene Esser
Marlene Esser ist eine deutsche Fernsehmoderatorin und Autorin eines Buches zum Schneidern.
Im bundesdeutschen Fernsehprogramm der 1950er-Jahre moderierte sie Eine modische Viertelstunde.
Sie war Sprecherin früher Märchenschallplatten (Märchentonbuch Berend & Bernd).

## Werke
- Schneidern mit Chic, Bertelsmann Verlag 1966
- Violet K. Simons: Schneidern in Bildern, Bertelsmann Verlag 1975 (Übersetzung von Marlene Esser)